# Robert Radford
Robert Johannes A. Radford, född den 15 juni 1880 i Ålborg, död den 13 november 1953 i Köpenhamn, var en dansk musiker (banjo, gitarr) och orkesterledare. 
Radford bildade 1922 sitt "Jazz-Jazz Band", en kvartett som utgjorde ett av Danmarks första jazzband – eller i vart fall "jazzlignende orkestre" – och även synes ha varit en av de första danska orkestrar vars sättning omfattade en saxofon. Denna trakterades av Marno Sørensen. Övriga musiker var, utöver Radford själv, Sven Læssø på piano och en svart trumslagare som endast gått till eftervärlden som "Mr Johnson". Bland musiker som senare spelade med Radford märks pianisten och arrangören Bruno Henriksen (själv senare orkesterledare) på 1930-talet.
Radfords Jazz-Jazz Band uppträdde på Carlsberg Pavillonen. Från mitten av 1920-talet och framåt ledde Radford orkestern på Kjæden, en enklare dansrestaurang på Dronningens Tværgade 55. Utöver att leda egna orkestrar så satt Radford 1924–1925 i Henrik Clausens orkester, och enligt Otto Lington så skall Radford redan 1918 ha ingått i Clausens "Diamond Jazz Band", där han även fungerade som biträdande orkesterledare och skall ha utgjort "bandets centrale Skikkelse". En internationellt sammansatt grupp kallad "Diamond King's Jazz-Band" med bland annat Clausen och Radford gjorde i november 1922 också ett antal skivinspelningar för Parlophon i Berlin, av vilka tre ("Kentucky Blues", "Leave Me With A Smile" och "Whose Baby Are You?") har bedömts jazzhistoriskt intressanta nog för att tas upp i diskografen Horst Langes tyska jazzdiskografi.
Som verksam under den danska jazzens barndom hade Radford att kämpa mot den skepsis som från överhetens sida fanns mot den nya musikformen. Under ett engagemang på Café Valdemar på Vesterbro råkade han exempelvis ut för ett lokalt polisförbud mot banjomusik inom hela denna stadsdel. Förbudet motiverades med att "der altid fulgte Ballade med, naar der blev spillet paa Banjo".